# Liste des personnages du Coran
Personnages cités par leurs noms dans le Coran.
- Haut – A
- B
- C
- D
- E
- F
- G
- H
- I
- J
- K
- L
- M
- N
- O
- P
- Q
- R
- S
- T
- U
- V
- W
- X
- Y
- Z

## A
- Allah
- Aaron (hb: Aharon)
- Abel (Habil, hb: Hevel)
- `Âd, peuple du prophète Hûd, surnom de Abir (Eber)
- Âdam
- Abu Lahab, un des oncles de Mahomet et un de ses ennemis jurés
- Ahlu-l-Aïka (Gens du Buisson ardent)
- Ahlu-l-Kahf (en), (les gens de la Caverne)
- Ahlu-l-Kitâb, (les gens du Livre), les juifs et les chrétiens
- Al-`Aziz (Potiphar), Dignitaire égyptien à l'époque de Joseph
- Al-Khidr (identifié à Melchisédech), personnage mystérieux qui descend du quatrième ciel selon un hadith
- (Al-Yas`aa) (Le Jéssé: hb: Yishay), père du roi David, grand-père de Salomon (hb: Shlomoh)

- Ar-Raqîm, identifiés aux "Sept Dormants d'Éphèse"
- Ashub al-Ukhdûd (Gens du fossé)
- Ayyoûb (Job) (hb: 'Iyov)
- Assia (la femme de Pharaon)

- Azar, père d'Ibrahim

## B
- Banû Isrâîl, les enfants d'Israël (nom de Jacob, à lui donné par Dieu ou Son ange)
- Benjamin (hb:Binyamin), frère de Joseph,(Yossef) fils cadet de Rachel (Ra'hel) et Jacob (Ya`aqov)

- Balqis

## D
- Dâwoûd (David), le père du prophète Salomon
- Dhû-l-Kifl (Ézéchiel)(hb : Ye'hezq'el)
- Dhû-l-Qarnayn
- Djinn (démon, être de feu)
- Dhoû an-Noûn (Jonas)(hb: Yonah)

## F
- Femme d'Abu Lahab
- Femme d'Abraham
- Femme de 'Imran
- Femme de Loth
- Femme de Noé
- Femme de Zacharie

## H
- Hâbil (Abel) (hb: Hevel)  , le fils d'Adam assassiné par son frère Caïn. le nom de Caïn n'existe pas dans le Coran.
- Hajar (Agar) (hb: Hagar), la femme égyptienne d'Abraham, la mère d'Ismaël (Yishma`'el). Ce nom n'apparait pas dans le Coran.
- Haman, haut dignitaire égyptien au temps de Moïse (arabe : Mouśah)(hb: Mosheh)
- Hâroûn (Aaron)(Aharon)
- Harout
- Hawaa' (Ève), épouse d'Adam, son prénom n'apparaît pas dans le Coran.
- Hûd, le surnom du prophète des `Ad, identifié à `Eber (Abir) (`Ever)

## I
- Ibrāhīm (Abraham)
- Iblis,le diable qui eu une malédiction
- Idris (Enoch) ('Hanokh), prophète et inventeur, selon l'islam, de l'écriture et de la couture
- Ilyas (Élie)('Eliyahou)
- Imran (Amram), l'époux de Yokébed, le père de Myriam, Aharon et Moïse (dans l'ordre de naissance),  (identifié comme Joachim*? (Apporter précisions à cette assertion))
- ʿĪsā (Jésus de Nazareth),(Yeshou`a) le fils de Maryam, appelé al-Massih (Le Messie)
- Is'haq (Isaac) (Yits'haq)
- Isma`ïl (Ismaël)(Yishma`'el)
- Israfil (Raphaël), l'ange chargé de « souffler dans la Trompe » trois fois le jour du jugement

## J
- Jibril (Gabriel), l'Ange messager de Dieu
- Jâlût (Goliath)

## L
- Lût (Loth), dont le peuple ainsi que sa femme furent exterminés
- Luqmân

## M
- Madyan, le peuple de Chu`ayb
- Mahomet, le dernier prophète de l'islam
- Mâlik, l'ange gardien du Jahannam (de la Géhenne ou l'Enfer)
- Malak al-Mawt (Azraël), l'Ange de la mort
- Malika as-Saba`a, la reine de Saba nommée Balqis
- Marout
- Maryam (Marie), la mère de Jésus. Il existe une sourate de Marie (Maryam). La 19ème.
- Massih ad-Dajjâl, l'Antéchrist, le faux messie, aucune référence ne lui est attribuée dans le Coran.
- Mîkâl, (Archange Michel) (Mika'el)
- Moûssâ (Moïse)(Mosheh)
- Mariem (Marie)

- Mounkar, un des 2 anges chargés d'interroger les âmes des gens lorsqu'ils meurent
- Musulmans, ceux qui pratiquent l'islam

## N
- Noûh (Noé)
- Nakir, un des 2 anges chargés d'interroger les âmes des gens lorsqu'ils meurent

## P
- Phir`awn, le Pharaon de l'Exode
- Gens de l'Uhdud ( أصحاب الأخدود)

## Q
- Qabil (hb: Qayin),(Caïn), le fils d'Adam qui a assassiné son frère Abel
- Quraych, la tribu de Mahomet
- Qâroûn (Coré ou Koré) (hb: Qora'h)

## S
- Sâlih ou Salah (Shélah avec un -h supplémentaire en hébreu), le prophète des Thamûd
- Sulayman (Salomon),(hb: Shlomoh) le fils de David
- Sarah, épouse chaldéenne  d'Abraham et mère de Isaac (hb: Yits'haq)
- Shaytane Satan,le diable
- Shu'ayb ou Chou‘ayb (identifié à Jethro), (hb: Yitro) le beau-père de Moïse
- (le) Samaritain (en arabe : السامري, al-Sāmirī?), un personnage énigmatique faisant adorer le veau d'or aux Hébreux durant l'absence de Moïse.

## T
- Thamûd, peuple du prophète Salih
- Tālūt, (Saül) (hb: Sha'oul)

## U
- `Uzair (Ezra) Il peut s'agir du pharaon Osiris qui figure dans le Coran.

## Y
- Ya'jûj wa Ma'juj (Gog et Magog)
- Ya`qoub (Jacob), (hb: Ya`aqov)  fils d'Isaac (hb: Yits'haq)
- Yahyâ (Jean-Baptiste), (hb: Yo'hanan) le cousin germain de Jésus
- Younous (Jonas) (hb: Yonah)
- Youssouf (Joseph), (hb: Yossef) le fils aîné de Rachel (hb: Ra'hel) et Jacob

## Z
- Zakariya (Zacharie) (hb: Zakaryah)
- Zayd ( Compagnon et Fils adoptif du Prophète Mahomet)